# Kriss de Valnor (bande dessinée)
Pour les articles homonymes, voir Kriss de Valnor.
Kriss de Valnor est le vingt-huitième tome de la série de bande dessinée Thorgal, dont le scénario a été écrit par Jean Van Hamme et les dessins réalisés par Grzegorz Rosiński.

## Synopsis
Laissé pour mort sur l'île de Syrenia, Thorgal parvient néanmoins à s'enfuir vers le continent. Pendant ce temps, Aaricia, Jolan et Louve deviennent esclaves dans une mine où ils retrouvent Kriss de Valnor.

## Publication
- Le Lombard, octobre 2004  (ISBN 2-80362-003-0)
- Le Lombard, juin 2015  (ISBN 978-2-8036-3614-3)
- Le Lombard, septembre 2016